# Jochen Mass
Joachim Richard ”Jochen" Mass, född 30 september 1946 i Dorfen, Bayern, död 4 maj 2025 i Cannes, Frankrike, var en tysk racerförare.

## Racingkarriär

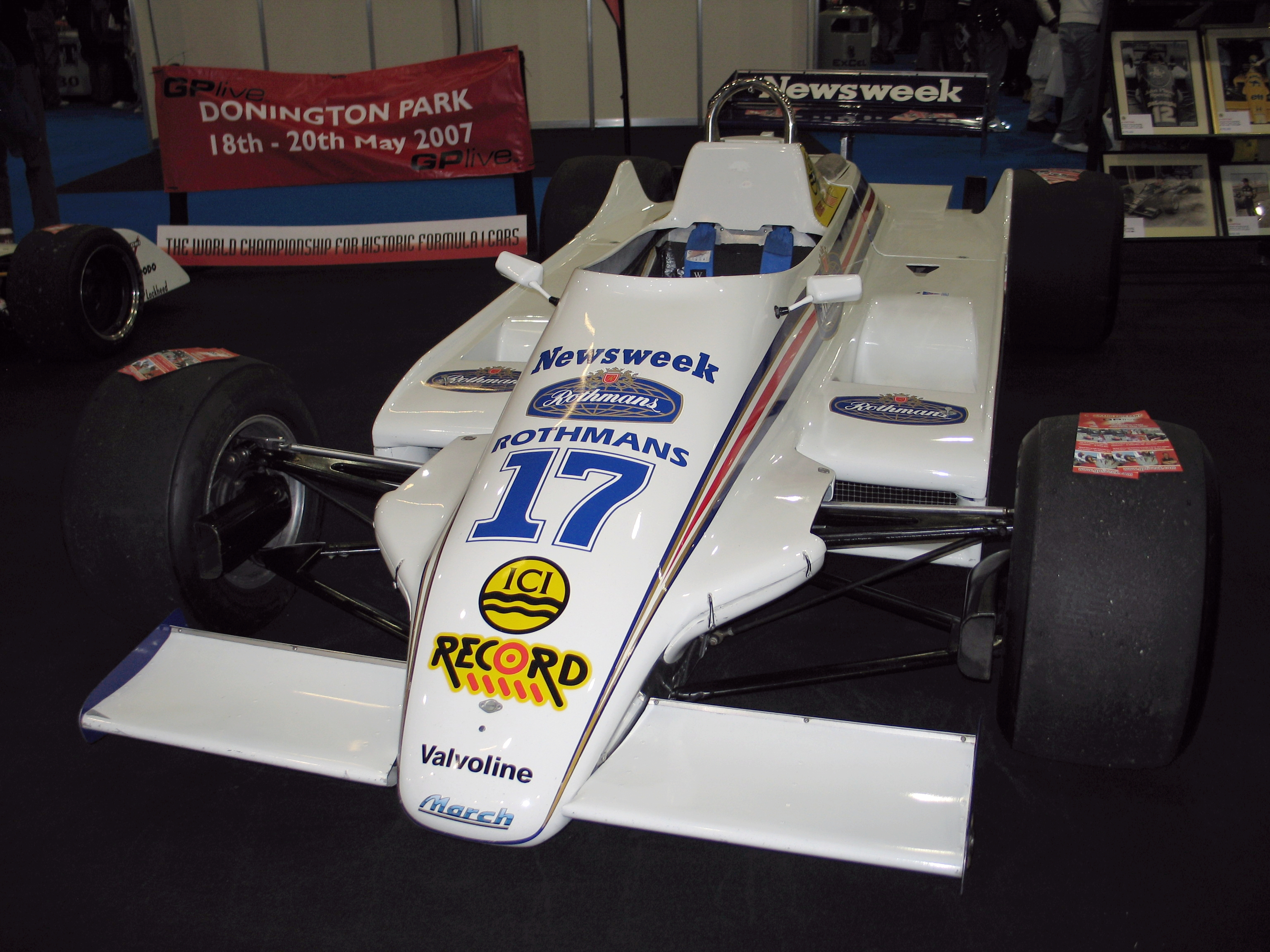
Jochen Mass March 821 från.

Mass blev internationellt känd i början av 1970-talet genom sina framgångar i ETCC. Han debuterade i formel 1 i Storbritanniens Grand Prix 1973. Han vann ett lopp, Spaniens Grand Prix 1975 på Circuito de Montjuic, det lopp som stoppades efter att Rolf Stommelen kraschat in bland publiken och dödat fem åskådare.

## F1-karriär
| Säsong                | Stall/Tillverkare         | Placering             | Lopp | Poäng | Etta | Tvåa | Trea | Pole | Varv |
| --------------------- | ------------------------- | --------------------- | ---- | ----- | ---- | ---- | ---- | ---- | ---- |
| 1973                  | Surtees-Ford              | -                     | 3    |       |      |      |      |      |      |
| 1974                  | Surtees-Ford McLaren-Ford | -                     | 11 2 |       |      |      |      |      |      |
| 1975                  | McLaren-Ford              | 8                     | 14   | 20    | 1    |      | 3    |      | 1    |
| 1976                  | McLaren-Ford              | 9                     | 16   | 19    |      |      | 2    |      | 1    |
| 1977                  | McLaren-Ford              | 6                     | 17   | 25    |      | 1    | 1    |      |      |
| 1978                  | ATS-Ford                  | -                     | 13   |       |      |      |      |      |      |
| 1979                  | Arrows-Ford               | 15                    | 15   | 3     |      |      |      |      |      |
| 1980                  | Arrows-Ford               | 17                    | 13   | 4     |      |      |      |      |      |
| 1982                  | March-Ford                | -                     | 10   |       |      |      |      |      |      |
| Sammanlagt 9 säsonger | Sammanlagt 9 säsonger     | Sammanlagt 9 säsonger | 114  | 71    | 1    | 1    | 6    | 0    | 2    |

| 1. Spanien 1975                                                                                   | 1. Sverige 1977 | \| 1. Brasilien 1975 2. Frankrike 1975 3. USA 1975 4. Sydafrika 1976 5. Tyskland 1976 6. Kanada 1977 \| |
|                                                                                                   |                 | |
| 1. Brasilien 1975 2. Frankrike 1975 3. USA 1975 4. Sydafrika 1976 5. Tyskland 1976 6. Kanada 1977 |                 | |